# Карбонара-ді-Нола
Карбонара-ді-Нола (італ. Carbonara di Nola, сиц. Carbunara di Nola) — муніципалітет в Італії, у регіоні Кампанія,  метрополійне місто Неаполь.
Карбонара-ді-Нола розташована на відстані близько 210 км на південний схід від Рима, 29 км на схід від Неаполя.
Населення — 2401 особа (2014).
Щорічний фестиваль відбувається 26 вересня. Покровитель — Santi Cosma e Damiano.

## Демографія
Населення за роками:

Станом на 1 січня 2023 року в муніципалітеті офіційно проживали 142 іноземці з 13 країн, серед них 8 громадян країн Євросоюзу та 12 громадян України.

## Сусідні муніципалітети
- Домічелла
- Лауро
- Лівері
- Пальма-Кампанія